# Jonas Madsen
Jonas Madsen (født d. 9. februar 1992) er en dansk tv-vært på Danmarks Radio (DR) og har været det siden 2018. Han er bedst kendt for sin værtsrolle på programmet Ultra Nyt på DR Ultra, MGP 2023 og MGP 2024 sammen med karakteren Onkel Reje.
I 2024 blev han præsenteret som ny vært på det store underholdningsprogram Versus, der bliver sendt på hovedkanalen DR1.
Jonas, som også er kendt som 'Madsen' blandt sine venner, er født og opvokset i Køge. Her gik han på folkeskolen Sct. Nicolai Skole og senere på Køge Gymnasium, hvor han læste samfundsfag og engelsk på højniveau.

## Uddannelse
I 2013 flyttede Jonas til København, hvor han tog en bachelor i kommunikation og it på Københavns Universitet. Under sin bacheloruddannelse var han i praktik på DR Ultra, hvor han blandt andet producerede Sofie Linde Show.
I 2016 startede han på sin kandidatuddannelse på Syddansk Universitet i Odense og blev cand. mag. i journalistik. Under praktikforløbet var han tilknyttet P3's og DR3's satireredaktion, hvor han var med til at indspille og skrive flere indslag.

## Karriere
Jonas flyttede i 2018 til Aarhus for at være vært på programmet Ultra Nyt. Her har han blandt andet lavet programmerne:
- Ultra Nyt (DR Ultra)
- UGENS... (DR Ultra)
- KLUBBEN (DR Ultra)
- Sang For Fred (DR1)[4]
- Ultra Skolepokalen (DR1)[5]
- Jonas' Jul (DR Ultra)
- Ultra:Bit (DR Ultra) [6]
- 48 timer i Tunesien (DR Ultra) [7]
- Kenya på Egen Krop (DR Ultra)[8]
- Skolernes Sangdag (DR2)[9]
- Vågen i 50 timer (DR Ultra)[10]
- Orlaprisen (DR Ultra)
- Versus (DR1)[3]

Jonas har også haft en mindre rolle i filmen Sommeren '92 instrueret af Kasper Barfoed og programmet ZULU BFF (TV 2 Zulu)